# (200353) 2000 KR39
(200353) 2000 KR39 es un asteroide perteneciente al cinturón de asteroides descubierto el 24 de mayo de 2000 por el equipo del Spacewatch desde el Observatorio Nacional de Kitt Peak, Arizona, Estados Unidos.

## Designación y nombre
Designado provisionalmente como 2000 KR39.

## Características orbitales
2000 KR39 está situado a una distancia media del Sol de 2,302 ua, pudiendo alejarse hasta 2,638 ua y acercarse hasta 1,966 ua. Su excentricidad es 0,145 y la inclinación orbital 7,575 grados. Emplea 1275,96 días en completar una órbita alrededor del Sol.

## Características físicas
La magnitud absoluta de 2000 KR39 es 17,1. 